# 黔牟
黔牟（けんぼう、生没年不詳）は、衛の第17代君主。宣公の子。

## 生涯
宣公の子として生まれる。
恵公4年（前696年）11月、恵公の叔父である左公子洩と右公子職は、恵公が太子伋殺害に関与していたことを怨み、恵公を攻撃し、太子伋の弟である黔牟を衛君に立てた。攻撃された恵公は斉へ出奔した。
黔牟元年（前695年）秋、衛は魯・宋とともに邾を撃った。
黔牟8年（前688年）6月、斉の襄公が周王の命を奉じて諸侯の軍を率い、黔牟を撃って恵公を衛に戻した。左公子洩と右公子職は誅殺され、黔牟は周に逃亡した。
恵公25年（前675年）、恵公は周が黔牟をかくまっていることを怨み、燕とともに周を攻撃した。周の恵王が温（現在の河南省温県南部）へ逃亡したので、衛と燕は恵王の弟である穨（たい）を周王に立てた。

## 参考資料
- 『春秋左氏伝』（桓公十六年、十七年、荘公六年）
- 司馬遷『史記』（衛康叔世家第七）